# Buchnera nervosa
Buchnera nervosa är en snyltrotsväxtart som beskrevs av D. Philcox. Buchnera nervosa ingår i släktet Buchnera och familjen snyltrotsväxter. Inga underarter finns listade i Catalogue of Life.